# LMT MARS-H步槍
MARS-H（英語：Modular Ambidextrous Rifle System - Heavy，模組化雙邊操作步槍系統—重型）是一系列由路易斯機械與工具公司（LMT）生產的SR-25規格步槍，設計基於MARS-L，最大特點為採用了模組化武器系統（英語：Modular Weapon System，簡稱MWS）系列一體式上機匣。曾配上類似SR-25的308MWS下機匣銷售，自2018年起改為配上新的MARS-H雙邊操作下機匣銷售。MARS-H上所有鋼製部件皆通過磁粒檢測。

## 歷史
LMT在2003年推出了市場上首款真正一體式構造的MRP上機匣後，開始研發MRP的全威力槍彈放大版。
2009年，英軍與其他國家的軍隊一樣在阿富汗遇上5.56 NATO步槍威力及射程不足的問題。因此在12月，英國國防部初步編列150萬英鎊作緊急作戰需求合約（英語：Urgent Operational Requirements）的預算，以尋找一款7.62 NATO口徑，在500-800公尺能有效殺傷的步槍。LMT的LM308MWS在英軍的測試中擊敗了黑克勒-科赫的HK417、FN的SCAR-H、Sabre Defence的XR-10、以及奈特軍械和Oberland Arms的產品，被採用為L129A1，並透過執法國際（英語：Law Enforcement International）進口至英國。每個八人小組將獲分配一把L129A1，當中三人會被訓練使用該步槍。
2011年10月，紐西蘭陸軍採用了設有全自動模式的LM308MWSA為精確射手步槍，並命名為DMW（英語：Designated Marksman Weapon，精確射手武器）
2018年1月，LMT在SHOT Show展出了新的MARS-H雙邊操作下機匣及採用M-LOK的MLKMWS上機匣。
2018年12月，MARS-H獲選為愛沙尼亞國防軍新的精確射手步槍。愛沙尼亞國防軍採用的為16英吋槍管短行程活塞版本，並命名為R-20 L。R-20 L為MARS-H系列首次採用短行程活塞系統，愛沙尼亞選用短行程活塞的原因為擔憂直噴式系統排出的氣體會對士兵造成健康問題。
LMT參與了USSOCOM的中程氣動狙擊槍械（英語：Mid-Range Gas Gun - Sniper，簡稱MRGG-S）計劃及中程氣動突擊槍械（英語：Mid-Range Gas Gun - Assault，簡稱MRGG-A）計劃。為此LMT為MRGG-S及MRGG-A提交了6.5 CM槍械，分別為20英吋槍管的MARS-HS及14.5英吋槍管的MARS-HA。參與MRGG-S的MARS-H採用了新的MRP-H 15.5上機匣，而參與MRGG-A的MARS-H採用了新的加長上機匣（長度較MLKMWS長約半格M-LOK孔），並加上了復進助推器。目前MRGG-S僅剩LMT與LaRue競爭，MRGG-S最終獲勝步槍將在現有Mk 20壽命週期結束時逐漸取代Mk 20。

## 設計

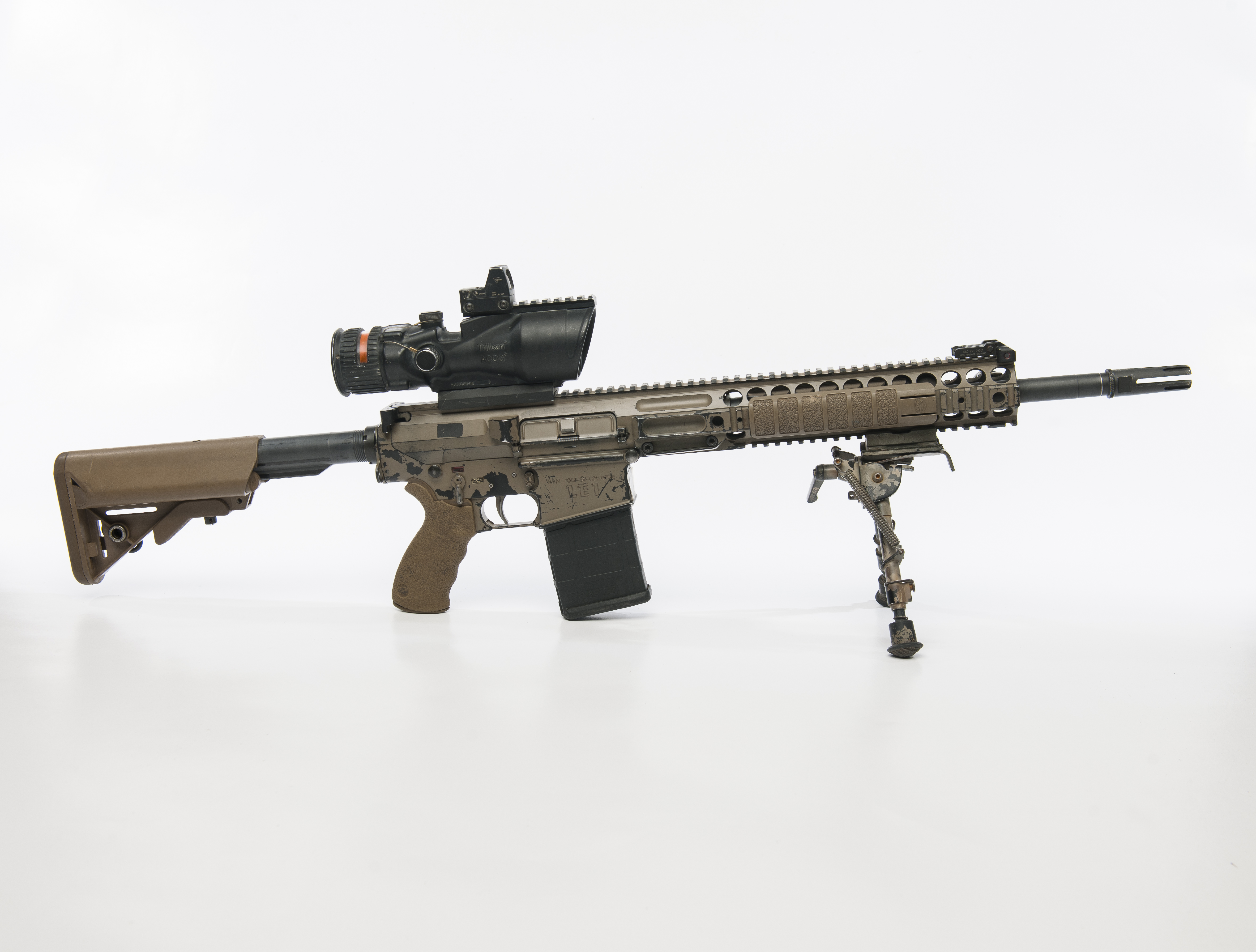
英國軍隊採用的L129A1

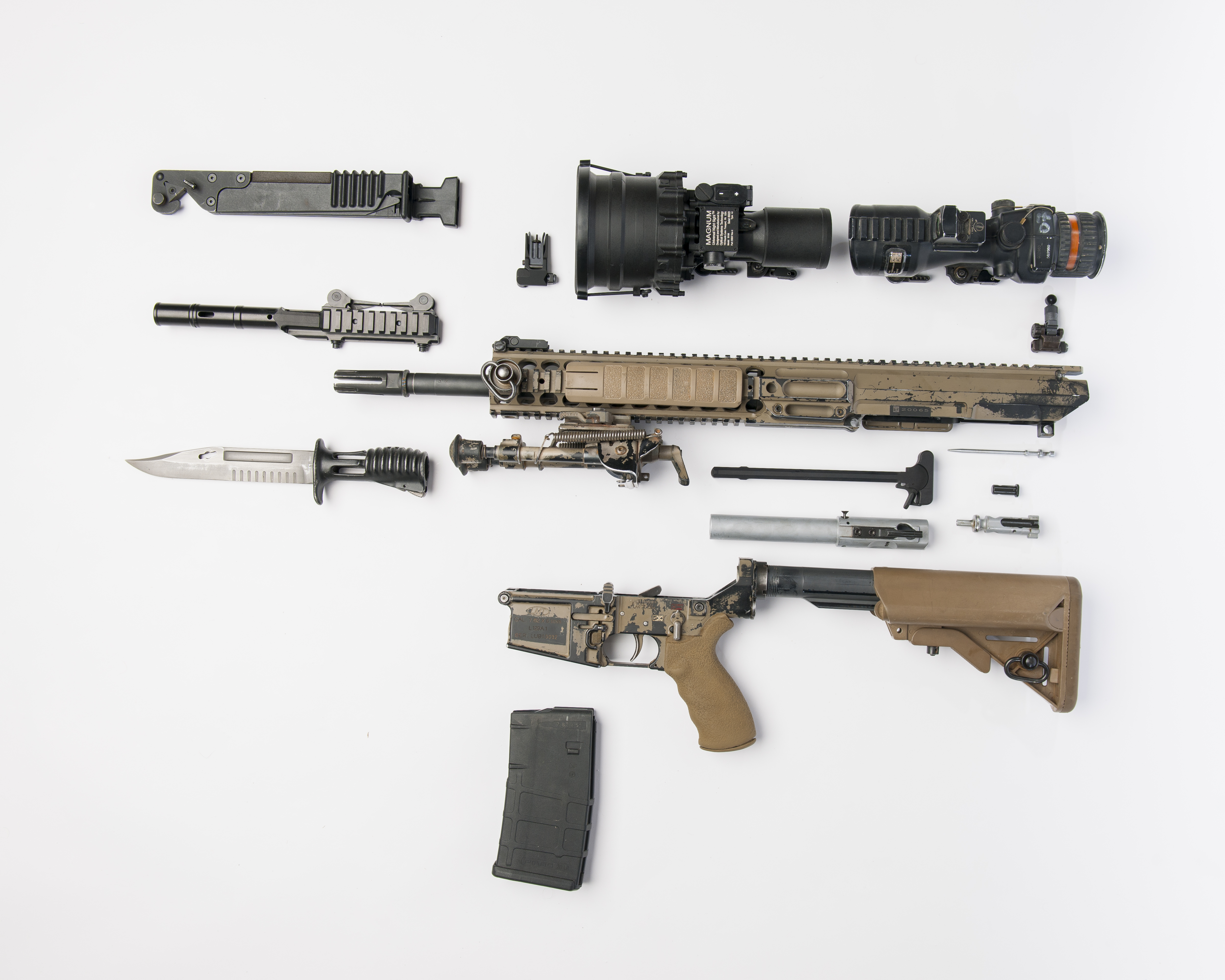
大部分解的L129A1

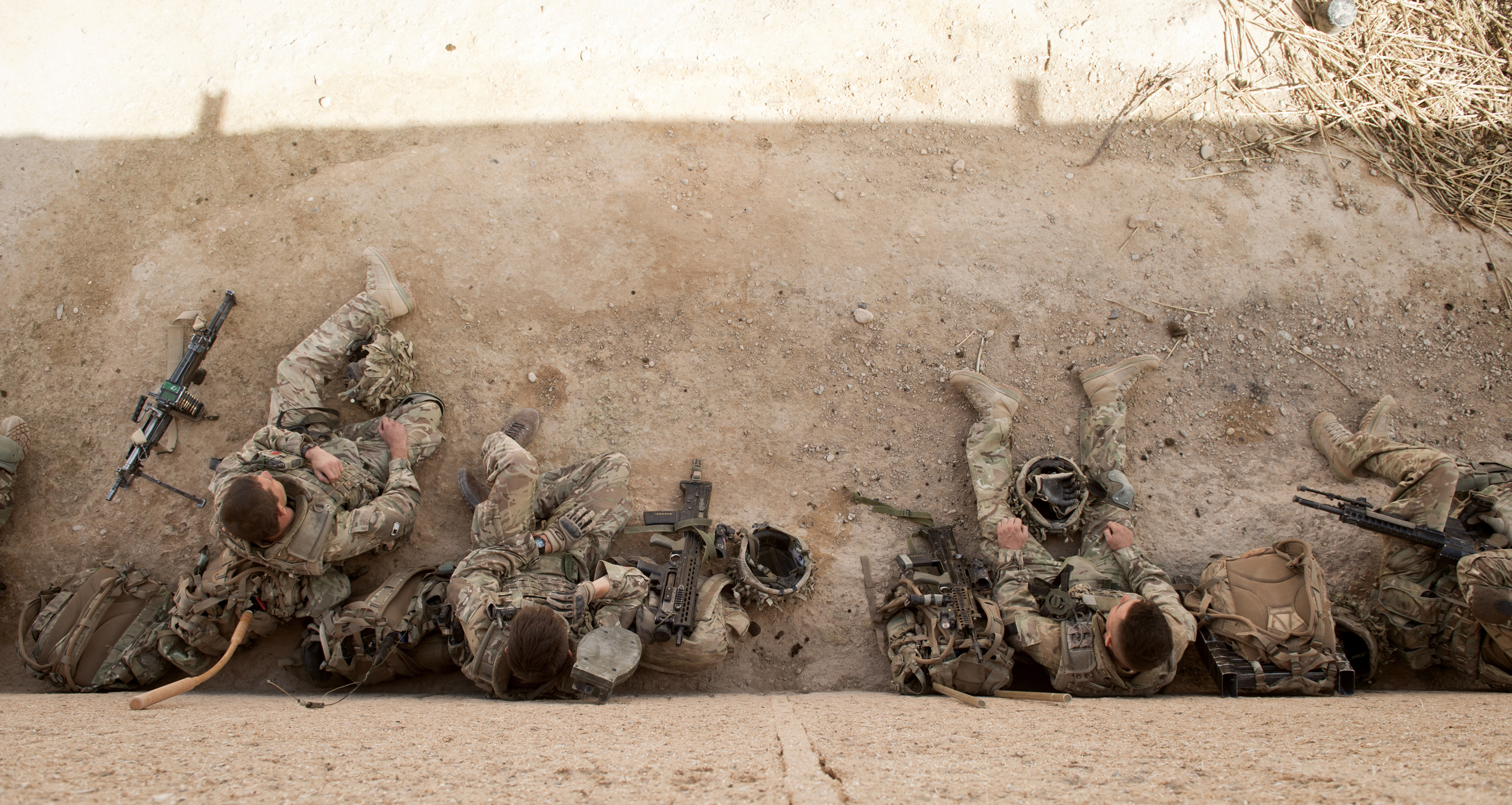
在行動中休息的皇家盎格魯團第2營C連（C Coy 2 Royal Anglian），可見英軍目前的小組配置，由左至右分別為：攜帶L110A2的機槍手、攜帶L85A2及L123A1的擲彈兵、攜帶L85A2的步槍兵及攜帶L129A1的精確射手

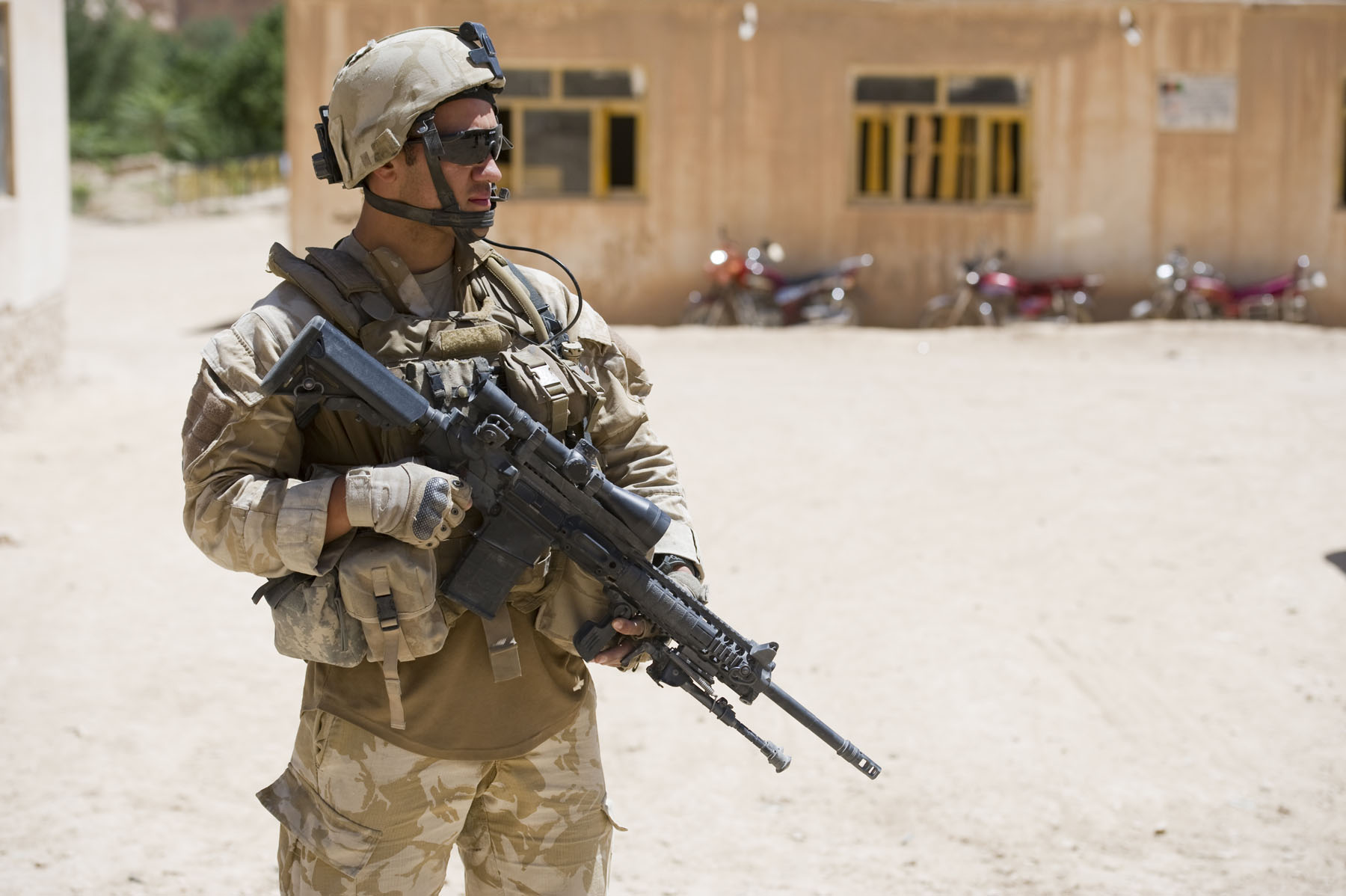
使用DMW的紐西蘭國防軍士兵

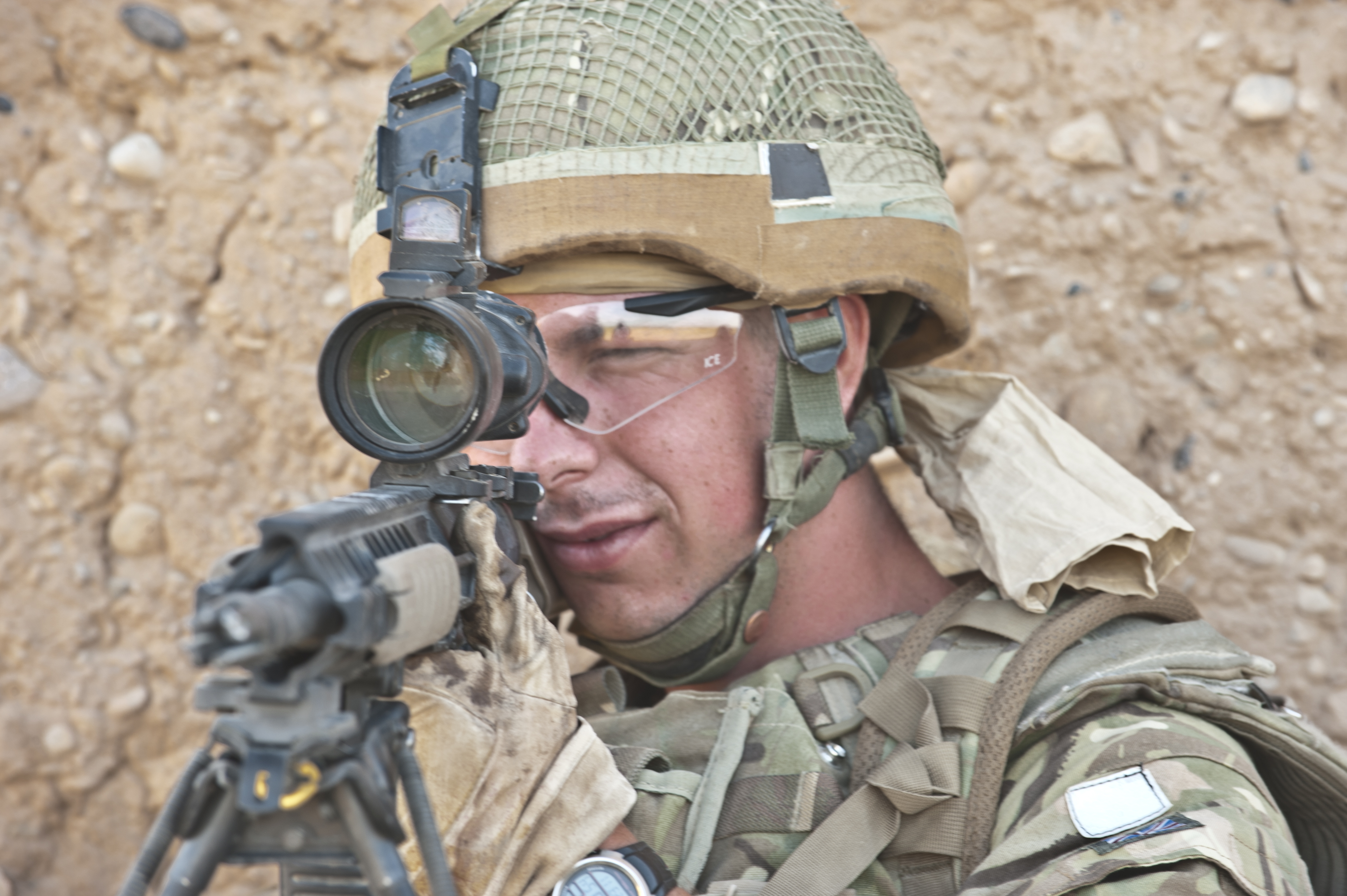
使用L129A1的皇家蘇格蘭兵團第四營士兵

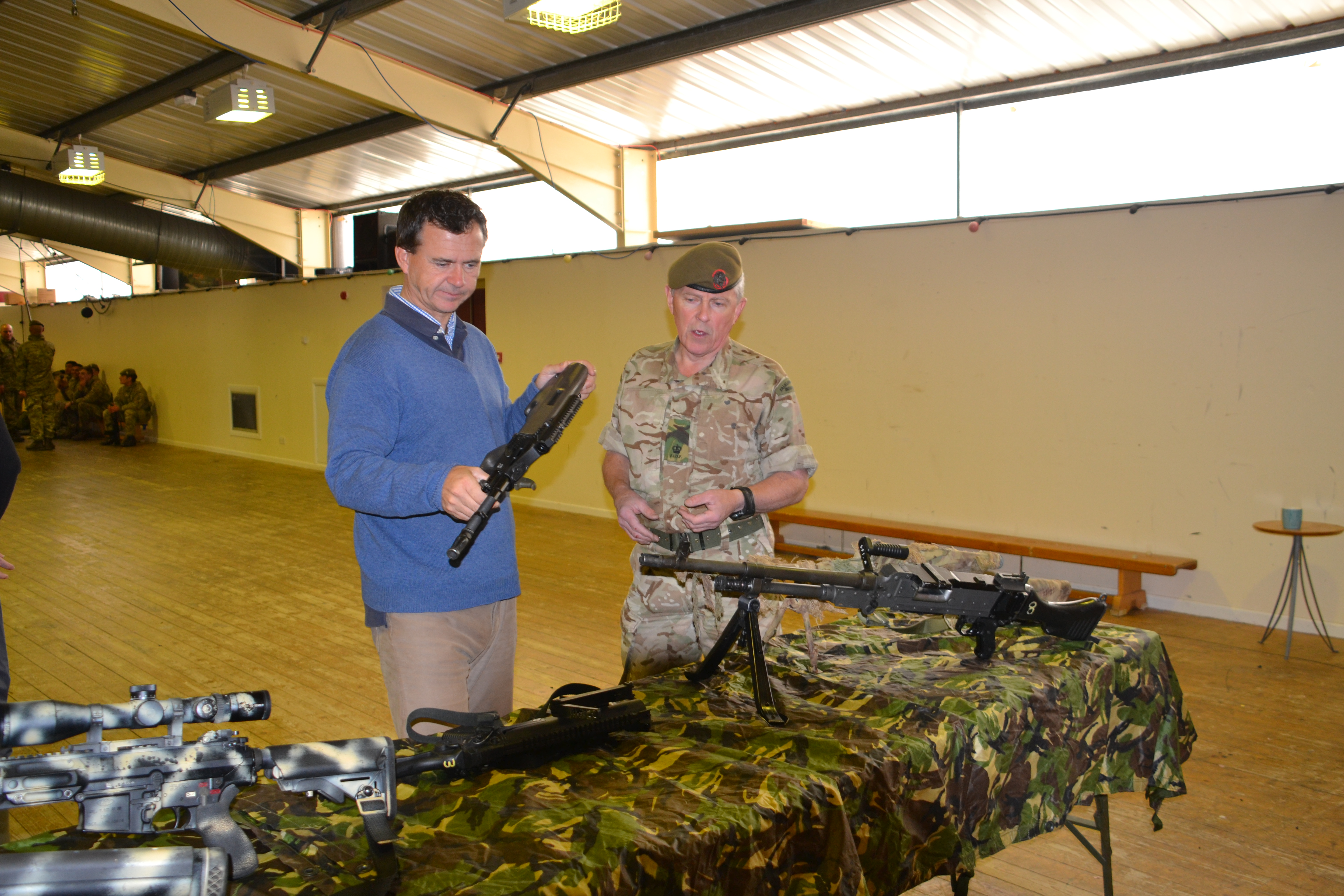
福克蘭群島防衛軍作為狙擊手支援武器，配有Schmidt & Bender 3-12x50精確倍率瞄具的DMW（左下）

#### 上機匣
MARS-H的上機匣為一體式設計的模組化武器系統（MWS），即上機匣與護木為同一組件。上機匣由7075 T6鋁鍛造件加工而成。上機匣設有一種長度：頂部導軌19.25英吋長的卡賓型。上機匣護木部分設有不同的導軌系統，護木的頭尾端皆設有多個QD槍背帶安裝孔。
上機匣採用了LMT專利的雙螺銷槍管安裝系統，使用兩根T30梅花螺絲以140英寸磅扭力固定。只需拆下前方螺銷，並扭鬆後方螺銷即可拆下槍管連氣動系統，因此可以快速更換槍管以更換口徑、槍管長度，以及在直噴式氣動及短行程活塞間轉換。但亦因此，上機匣防塵蓋無法以一般SR-25的方式安裝，而是以兩根彈簧銷固定。
MARS-H可以使用的上機匣包括：
- CQBMWS：最初的上機匣，採用四面MIL-STD-1913導軌。
- LM8MWS：採用LMT的導軌安裝系統。
- MLKMWS：2018年推出，採用M-LOK[6]。
- MRP-H 15.5：2021年推出，擁有加長護木的MLKMWS。因USSOCOM的MRGG-S計劃而設計。展示的新機匣為鋁方坯加工件，當時LMT仍在為新機匣設計鍛造件而未定發售時程[11]。比MLKMWS擁有額外3英吋的導軌。主要為使用18及20英吋槍管。亦可使用16英吋槍管，但部分槍口配件或需使用墊片。

#### 下機匣
最初的MWS會搭配LMT的308MWS半自動型下機匣銷售，外觀及配置跟SR-25下機匣相似，並獲KAC授權。另外有全自動型的308MWSA下機匣。
在紐西蘭合約中推出了MARS-L下機匣後，LMT在2018年亦推出了MARS-H下機匣，並成為MWS的標準配置。下機匣由7075 T6鋁鍛造件加工而成，設有喇叭形彈匣井，以及完全雙邊操作的配件，射擊選擇桿圖示亦使用國際通用圖示。半自動型下機匣稱為MARS-HS，全自動型下機匣則稱為MARS-HA。

#### 槍管
由於MARS-H採用了雙螺銷槍管安裝系統，因此只能使用特規槍管。
MARS-H槍管的導氣孔以45度鑽出，而非一般的垂直90度，此舉為防止導氣孔耗損時導致導氣量變大，令系統運作速度增快。另外，直噴式MARS-H採用了直形導氣管以增加壽命。
與MARS-L不同的是，MARS-H槍管因其大尺寸而擁有很大的修改空間。因此LMT推出了槍管延伸前半部分從鋼改為鋁製，並改細槍管輪廓的輕量化槍管。
MARS-H亦有短行程活塞系統的槍管，並配有可調導氣座，但因可調導氣座尺寸較大，因此只能用在卡賓型上機匣上。
MARS-H槍管配有A2鳥籠型消焰器或LMT的三叉消焰器，用家亦可按需求更換為其他槍口配件。在英國軍隊的L129A1上配有SureFire FH762K05四叉式消焰器，而在愛沙尼亞國防軍的R-20 L上則配有採用類似GSL抑制器安裝介面的消焰器，可供安裝LMT為愛沙尼亞研發的抑制器。
MARS-H有多種口徑、多種長度、以及直噴式／短行程活塞的槍管可用，全部41XX鋼槍管皆有內層鍍鉻，不銹鋼槍管則無：
| 口徑      | 長度 | 長度 | 氣動系統       | 材料   | 纏距       | 備註           |
| 口徑      | 英吋 | 公釐 | 氣動系統       | 材料   | 纏距       | 備註           |
| --------- | ---- | ---- | -------------- | ------ | ---------- | -------------- |
| .243 Win  | 20   | 508  | 步槍長度直噴式 | 不銹鋼 | 1:9 5R     |                |
| 6.5 CM    | 14.5 | 368  | 步槍長度直噴式 | 未知   | 未知       | MRGG-A槍管     |
| 6.5 CM    | 20   | 508  | 步槍長度直噴式 | 不銹鋼 | 1:8 5R     |                |
| 6.5 CM    | 24   | 610  | 步槍長度直噴式 | 不銹鋼 | 1:10 5R    |                |
| .260 Rem  | 20   | 508  | 步槍長度直噴式 | 不銹鋼 | 1:9 5R     |                |
| 7mm-08    | 20   | 508  | 步槍長度直噴式 | 不銹鋼 | 1:10 5R    |                |
| 7.62 NATO | 13.5 | 343  | 卡賓長度直噴式 | 41XX鋼 | 1:10       | 另有輕量化版本 |
| 7.62 NATO | 13.5 | 343  | 卡賓長度直噴式 | 不銹鋼 | 1:11.25 5R | 另有輕量化版本 |
| 7.62 NATO | 16   | 408  | 卡賓長度直噴式 | 41XX鋼 | 1:10       | 另有輕量化版本 |
| 7.62 NATO | 16   | 408  | 卡賓長度直噴式 | 不銹鋼 | 1:11.25 5R | 另有輕量化版本 |
| 7.62 NATO | 16   | 408  | 短行程活塞     | 未知   | 未知       | 愛沙尼亞定製型 |
| 7.62 NATO | 18   | 457  | 步槍長度直噴式 | 不銹鋼 | 1:11.25 5R |                |
| 7.62 NATO | 20   | 508  | 步槍長度直噴式 | 41XX鋼 | 1:10       |                |
| 7.62 NATO | 20   | 508  | 步槍長度直噴式 | 不銹鋼 | 1:11.25 5R |                |
| .338 Fed  | 20   | 508  | 步槍長度直噴式 | 不銹鋼 | 1:10 5R    |                |

#### 槍機組
英國軍隊的L129A1為早期MWS，因此使用的是KAC生產的SR-25槍機組，並配有早期型單退殼挺槍機。
MARS-H配有類似SR-25的槍機組。MARS-H槍機座的排氣孔被前移，以更快排出多餘的氣體。槍機座底部的孔洞被加寬以適用更多不同的扳機系統，與彈匣接觸的部分也比SR-25深，讓滿彈匣可以在槍機閉鎖的狀態下順利插入。而槍機則改為雙退殼挺，以確保在運作速度較快的短槍管型上可以順利拋殼。
在短行程活塞型上則使用相應的短行程活塞槍機組，而活塞撞擊面跟槍機座為一體式設計。

#### 緩衝系統
MARS-H採用SR-25緩衝系統。

#### 槍托及握把
MARS-H可使用任何AR-15槍托及握把，其中槍托可六段式伸縮調節。緩衝管上加上了乾膜潤滑劑，以降低噪音及提高槍托調節順暢度。全部MARS-H皆配有ERGO生產的橡膠包覆握把。而視步槍的定位，MARS-H會配有SOPMOD槍托或DMR槍托。
愛沙尼亞版本上改為採用裝有Visible Assets射擊計數器的握把，以及Magpul MOE SL槍托。

#### 操作配件
MARS-H配有完全雙邊操作配件。所有操作以鏡像形式實現雙邊操作，因此左撇子射手學習的操作程序與右撇子射手完全一致。右側的無彈後定釋放桿位於彈殼偏向器下方，而左側的彈匣釋放鈕位於彈匣卡榫下方。MARS-H的射擊選擇桿為0（保險）-90（半自動）-180度（全自動）。扳機為二段扳機。每個配有扳機的序號部件（不論為單買下機匣組或完整槍械）出廠前，LMT都會將其扳機圖（扳機扣動距離及扣力關係的折線圖）繪出並存檔，並確保每套出廠扳機的性能都在LMT規定的區間內，而客戶若有需求亦可向LMT查詢某下機匣序號的扳機圖。
由於歐洲槍械的習慣，愛沙尼亞版本上依愛沙尼亞要求改用了LMT新設計的歐洲式扳機系統，此扳機系統即使擊錘未被扳倒仍能將射擊選擇桿調到保險。LMT基於此扳機系統推出了AXLE二段扳機，並會在2021年Q3中段左右成為LMT步槍的標準扳機系統。
AXLE扳機組主要變更為將二段扳機的前鉤改為獨立部件，擴大扳機的可調範圍。而扳機、阻鐵、前鉤皆以扳機銷套安裝成一部件，因而得名AXLE（原定為AXL，但因避免與Axl Rose產生法律問題而改為AXLE）。標準AXLE扳機的總扳機扣力約為5磅。AXLE扳機分別有一般版及歐洲版，其中歐洲版將扳機前方的原阻鐵面切角（因二段扳機阻鐵面改為前鉤，因此實際已無必要），讓扳機在擊錘未被扳倒時仍有空間歸位，允許將射擊選擇桿調到保險。

#### 表面處理
MARS-H採用黑色陽極氧化處理，亦可按客戶要求提供不同的表面處理。

#### 附件
標準型MARS-H不會額外附上任何配件。而對照軍方採用型的民用參考步槍（英語：Reference Rifle）則會按照軍方規格配上相應配件。
英國軍隊的L129A1配有KAC摺疊機械瞄具以及棕褐色導軌蓋板，另外有安裝在MIL-STD-1913導軌，用於安裝L3A1刺刀的刺刀座。愛沙尼亞國防軍的R-20 L上亦有刺刀座，但為整合在短行程活塞導氣座下方的設計，另外愛沙尼亞亦採用了LMT機械瞄具，但照門為不設距離調節的戰鬥照門，另有採用45度傾斜式機械瞄具。紐西蘭陸軍的DMW則採用Dueck Defense的快速轉移瞄具（英語：Rapid Transition Sight）。

#### 彈匣
MARS-H可使用任何SR-25規格彈匣。

## 型號

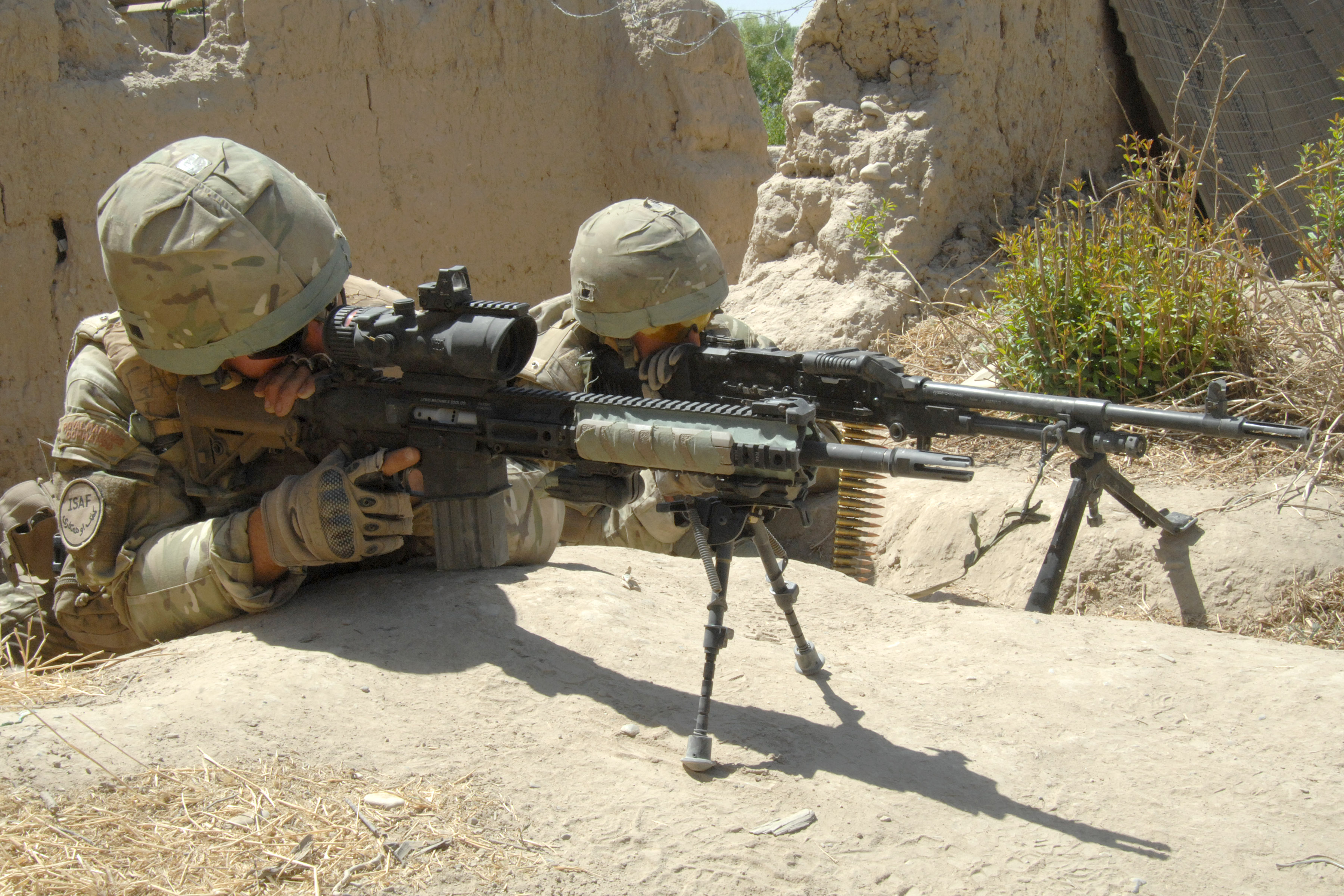
使用L129A1的皇家海軍陸戰隊第40突擊隊士兵

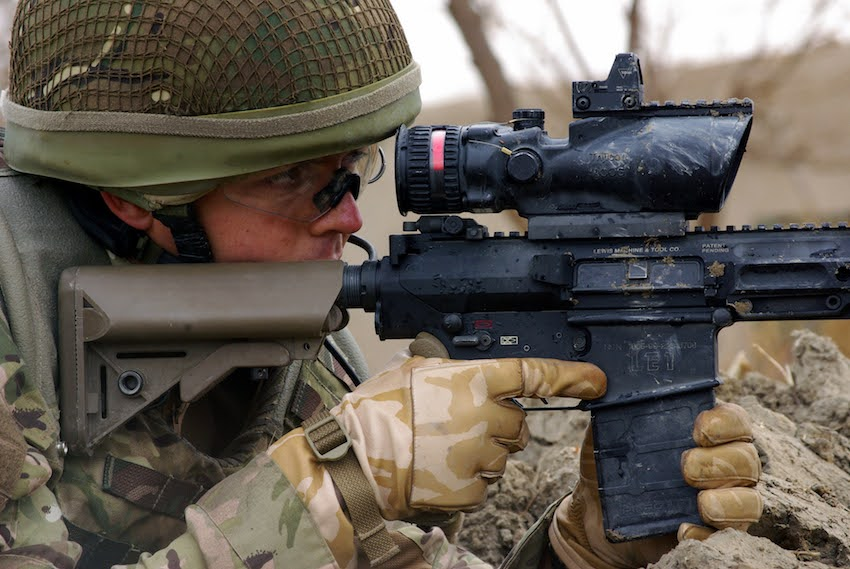
使用L129A1的英國陸軍傘兵團第2營士兵

- 6.5 Long Range：20英寸6.5 CM槍管，使用MLKMWS上機匣及DMR槍托
- MLK MWS Battle Rifle：13.5英寸7.62 NATO槍管，使用MLKMWS上機匣、SOPMOD槍托及LMT三叉消焰器
- MLK MWS Sniper Rifle：20英寸7.62 NATO槍管，使用MLKMWS上機匣及DMR槍托
- M-LOK MARS-H：16英寸7.62 NATO槍管，使用MLKMWS上機匣及SOPMOD槍托
- MWS Defender：16英寸7.62 NATO槍管，使用MLKMWS上機匣及308MWS下機匣

#### 軍用步槍
- L129系列
  - L129A1：英國軍隊採用的LM308MWS，採用16英寸1:11.25纏距槍管及CQBMWS上機匣，配發瞄具為Trijicon ACOG 6x48連RM01的TA648-RMR-UKS。另有作為狙擊手支援武器（英語：Sniper Support Weapon，簡稱SSW），改為配上L17A2精確倍率瞄具（Schmidt & Bender 3-12x50）及SureFire抑制器。
  - L129A2：L129A1現代化升級版本，採用18英寸6.5 CM槍管及加長M-LOK上機匣，下機匣改用MARS-HS，配發瞄具為Leupold MK5 HD。其他改變包括改用DMR槍托、AXLE扳機、以及FDE色Cerakote表面處理。L129A2亦可配合HuxWrx抑制器、Pixels-on-Target熱成像儀、以及Envison彈道計算機使用。得益於MWS的模組化設計，L129A2亦可裝上A1的7.62 NATO槍管使用[16][17]。
- DMW：紐西蘭陸軍採用的LM308MWSA，採用CQBMWS上機匣，配發瞄具為Leupold Mark 6 3-18×精確倍率瞄具。另外配有傾斜式機械瞄具和摺疊式前握把。
- R-20 L：愛沙尼亞國防軍採用的MARS-HA，採用歐洲式扳機及射擊計數器握把，採用16英寸短行程活塞槍管及MLKMWS上機匣。R-20 L的配發瞄具為Trijicon VCOG 1-8x28低倍率可調瞄具[18]。

#### 民用參考步槍
- L129A1 REF：L129A1參考步槍，配置仿照英國採用的L129A1，差別為改用1:10纏距槍管

## 使用者
| 國家     | 組織           | 描述 | 採用型 | 數量   | 資料來源                  |
| -------- | -------------- | --- | ------ | ------ | ------------------------- |
| 智利     | 智利陸軍       | MARS-H在2021年被智利陸軍「萊夫扎茹」特戰旅採用為突擊／狙擊步槍。分別採用了16及20英吋槍管版本，並配有DMR槍托、三腳架及LMT抑制器。配發瞄具為Schmidt & Bender 5-25x56 PM II及Trijicon ACOG 3.5x35。 | MARS-H | 未知   | [ 19 ]                    |
| 爱沙尼亚 | 愛沙尼亞國防軍 | 2018年12月4日公佈短行程活塞型16英吋槍管MLKMWS MARS-HA被採用為精確射手步槍，命名為「7.62公釐精準步槍R-20 L」                                                                      | R-20 L | ~1,000 | [ 9 ] [ 18 ] [ 20 ]       |
| 英国     | 英國軍隊       | 2009年以緊急作戰需求合約採用了LM308MWS為精確射手步槍，命名為「L129A1神槍手步槍」（英語：L129A1 Sharpshooter Rifle）。繼初始需求440支外仍有持續採購配發                                                                    | L129A1 | >3,000 | [ 2 ] [ 3 ] [ 21 ] [ 22 ] |
| 英国     | 英國軍隊       | 2023年採用的L129A1現代化升級版本，全槍升級為MARS-H規格，口徑改用6.5 CM，以及採用FDE色Cerakote處理                                                                                                | L129A2 | 未知   | [ 16 ]                    |
| 新西兰   | 紐西蘭陸軍     | 2011年10月採用LM308MWSA為精確射手步槍，命名為「精確射手武器7.62公釐步槍」（英語：Designated Marksman Weapon 7.62mm Rifle，簡稱為DMW）                                                                                                   | DMW    | 未知   | [ 23 ]                    |

## 流行文化

#### 電視劇
- 2015年—《安全屋》：型號為LM308MWS Sharpshooter，在第一季第4集被大曼徹斯特警察（英语：Greater Manchester Police）戰術槍械組（GMP TFU）使用
- 2016年—《史丹·李的幸運兒（英语：Stan Lee's Lucky Man）》：型號為LM308MWS Sharpshooter，在第一季第8集被Charles Collins（John Hopkins（英语：John Hopkins (actor)）飾）使用

#### 電影
- 2015年—：型號為LM8MWS，被布萊恩·歐康納（保羅·沃克飾）使用
- 2019年—：型號為LM308MWS，被韋德·詹寧斯（丹尼·休斯頓飾）及麥克·班寧（傑瑞德·巴特勒飾）使用

## 資料來源
1. ↑  Christopher R. Bartocci. . Small Arms Defense Journal. 2002-08-20  [2021-02-08]. （原始内容存档于2021-02-08） （美国英语）.
2. 1 2  Defense Industry Daily staff. . Defense Industry Daily. 2010-06-08  [2021-02-07]. （原始内容存档于2021-03-30） （美国英语）.
3. 1 2  Dan Shea. . Small Arms Defense Journal. 2012-01-11  [2021-02-07]. （原始内容存档于2020-12-10） （美国英语）.
4. ↑  Riehl, F. . AmmoLand.com. 2012-04-25  [2021-02-07]. （原始内容存档于2021-03-02） （美国英语）.
5. ↑  Ian McCollum; N.R. Jenzen-Jones. . Armament Research Services. 2017-03-20  [2021-02-10]. （原始内容存档于2021-01-27） （英国英语）.
6. 1 2 3  Nicholas C. . The Firearm Blog. 2018-01-24  [2021-02-10]. （原始内容存档于2021-02-14） （美国英语）.
7. ↑  Matthew Moss. . The Firearm Blog. 2018-04-05  [2021-02-08]. （原始内容存档于2021-01-18） （美国英语）.
8. ↑  Dylan Malyasov. . defence-blog.com. 2020-07-23  [2021-02-09]. （原始内容存档于2021-01-22） （美国英语）.
9. 1 2  Matthew Moss. . The Firearm Blog. 2020-10-28  [2021-02-08]. （原始内容存档于2020-11-28） （美国英语）.
10. ↑  . Soldier Systems Daily. 2019-06-05  [2021-03-08]. （原始内容存档于2019-11-02） （美国英语）.
11. 1 2  James Reeves. . The Firearm Blog. 2021-01-31  [2021-02-10]. （原始内容存档于2021-02-27） （美国英语）.
12. ↑  . Small Arms Solutions, LLC. 2016-08-31  [2021-02-10]. （原始内容存档于2019-09-13） （英语）.
13. ↑  Doug E. . The Firearm Blog. 2021-01-18  [2021-02-09]. （原始内容存档于2021-01-19） （美国英语）.
14. ↑  James Reeves. . The Firearm Blog. 2021-01-20  [2021-02-07]. （原始内容存档于2021-02-26） （美国英语）.
15. ↑  . New Zealand Defence Force.   [2021-02-12]. （原始内容存档于2021-06-11） （英语）.
16. 1 2  Reeves, James. . The Firearm Blog. 2023-09-21  [2023-10-12]. （原始内容存档于2023-10-26） （美国英语）.
17. ↑  . Royal Navy. 2023-09-07  [2023-10-12]. （原始内容存档于2023-10-11） （英国英语）.
18. 1 2  Matthew Moss. . The Firearm Blog. 2020-01-29  [2021-02-09]. （原始内容存档于2021-07-20） （美国英语）.
19. ↑  Nicholas Garcia. . Infodefensa. 2021-11-05  [2022-01-19]. （原始内容存档于2022-01-19） （西班牙语）.
20. ↑  Matthew Moss. . The Firearm Blog. 2018-12-05  [2021-02-08]. （原始内容存档于2020-12-10） （美国英语）.
21. ↑  . Guns.com.   [2023-10-12] （英语）.
22. ↑  . 2011-10-02  [2023-10-12]. （原始内容存档于2023-10-14） （美国英语）.
23. ↑  . Soldier Systems Daily. 2011-10-23  [2021-02-10]. （原始内容存档于2021-02-13） （美国英语）.